# Bloedbad van Baga (2013)
Het bloedbad van Baga begon op 19 april 2013 in het plaatsje Baga in de Nigeriaanse staat Borno, waar tweehonderd burgers werden gedood, honderden werden verwond en meer dan tweeduizend huizen en bedrijven, ter waarde van miljoenen Nigeriaanse naira's, werden vernield. Volgens sommige media duurde het conflict een etmaal, terwijl andere nieuwsberichten (en vluchtelingen uit het dorp) stellen dat het bloedbad meerdere dagen duurde.
Vluchtelingen, ambtenaren en mensenrechtenorganisaties houden de Nigeriaanse Strijdkrachten verantwoordelijk voor het bloedbad, waar anderen de schuld bij Boko Haram leggen.